# Der Boandlkramer und die ewige Liebe
Der Boandlkramer und die ewige Liebe ist ein Film aus dem Jahr 2021 des Regisseurs Joseph Vilsmaier. Der Film wurde am 14. Mai 2021 exklusiv auf Amazon Prime veröffentlicht. und am 21. Juli 2024 erstmals im Free-TV des ORF ausgestrahlt.

## Handlung
Die Handlung ist eine Fortschreibung der Geschichte vom Brandner Kaspar, die Vilsmaier im Jahr 2008 drehte, und spielt Mitte der 1950er Jahre in Bayern. Als der Tod (auf bairisch: Boandlkramer) den kleinen Maxl holen soll, verliebt er sich in dessen Mutter Gefi. Von den bisher ihm unbekannten Gefühlen ganz durcheinander, vertraut er sich dem Teufel an. Der Leibhaftige überredet ihn zu einem Geschäft, bei dem der Boandlkramer die Chance erhält, als Sterblicher um Gefi zu buhlen. Ermuntert durch die Ratschläge des kürzlich verstorbenen Frauenhelden Max Gumberger stolpert der Boandlkramer durch das irdische Leben auf der Suche nach der ewigen Liebe.
Da nun jedoch die göttliche Ordnung durcheinander gebracht wurde und gar die Apokalypse droht, muss ein Wunder geschehen. Der Boandlkramer verhindert, dass Gefi den falschen Mann heiratet, worauf deren vermisster Mann aus der russischen Kriegsgefangenschaft heimkommt und die ewige Liebe wiederhergestellt ist.

## Hintergrund
Der Film wurde vom 7. Oktober bis 29. November 2019 in Bayern und Österreich gedreht. Drehorte waren unter anderem das Benediktinerkloster Metten als Paradies, die Lienzer Dolomiten und der Bahnhof Waldkirchen.
Die Filmmusik wurde vom Deutschen Filmorchester Babelsberg eingespielt.
Nach einer ersten Verschiebung des Kinostarts vom 17. Dezember 2020 auf den 21. Februar 2021 sollte die Veröffentlichung im 1. Halbjahr 2021 erfolgen. Aufgrund des anhaltenden Lockdowns verkündete Hauptdarsteller Bully Herbig im April 2021 schließlich auf Instagram, dass der Film zunächst auf Amazon Prime erscheinen soll.

## Rezeption

### Kritiken
„Das ist überhaupt das Schönste an Vilsmaiers Boandlkramer: Den Tod nicht trüb und lahm zu zeigen, sondern als Aufrührer, der die göttliche Ordnung in Bayern derb auseinandernimmt.“

„Bei den Dreharbeiten zu ‚Der Boandlkramer und die ewige Liebe‘ war Joseph Vilsmaier bereits sterbenskrank. Kein Entrinnen mehr möglich. Dass sich der Regisseur in den Tod verliebt hat, wäre wohl eine zu gewagte Behauptung, aber sein letzter Film scheint ihn zumindest zu umarmen. Bemerkenswert.“

„Der Film entfaltet sich als Sammelsurium flüchtig angerissener Ideen, das zwar mit einigen schönen szenischen Einfällen aufwartet, insgesamt über zahnlosen Klamauk aber nicht hinauskommt.“

### Auszeichnungen
Bayerischer Filmpreis 2020
- Auszeichnung in der Kategorie Drehbuch (Michael Bully Herbig, Marcus H. Rosenmüller und Ulrich Limmer)

„Sie haben gemeinsam einem der bayerischsten aller Werke eine Fortschreibung beschert, die diesen Namen verdient.“